# Wilkin County
Wilkin County is een county in de Amerikaanse staat Minnesota.
De county heeft een landoppervlakte van 1.946 km² en telt 7.138 inwoners (volkstelling 2000). De hoofdplaats is Breckenridge.

## Bevolkingsontwikkeling

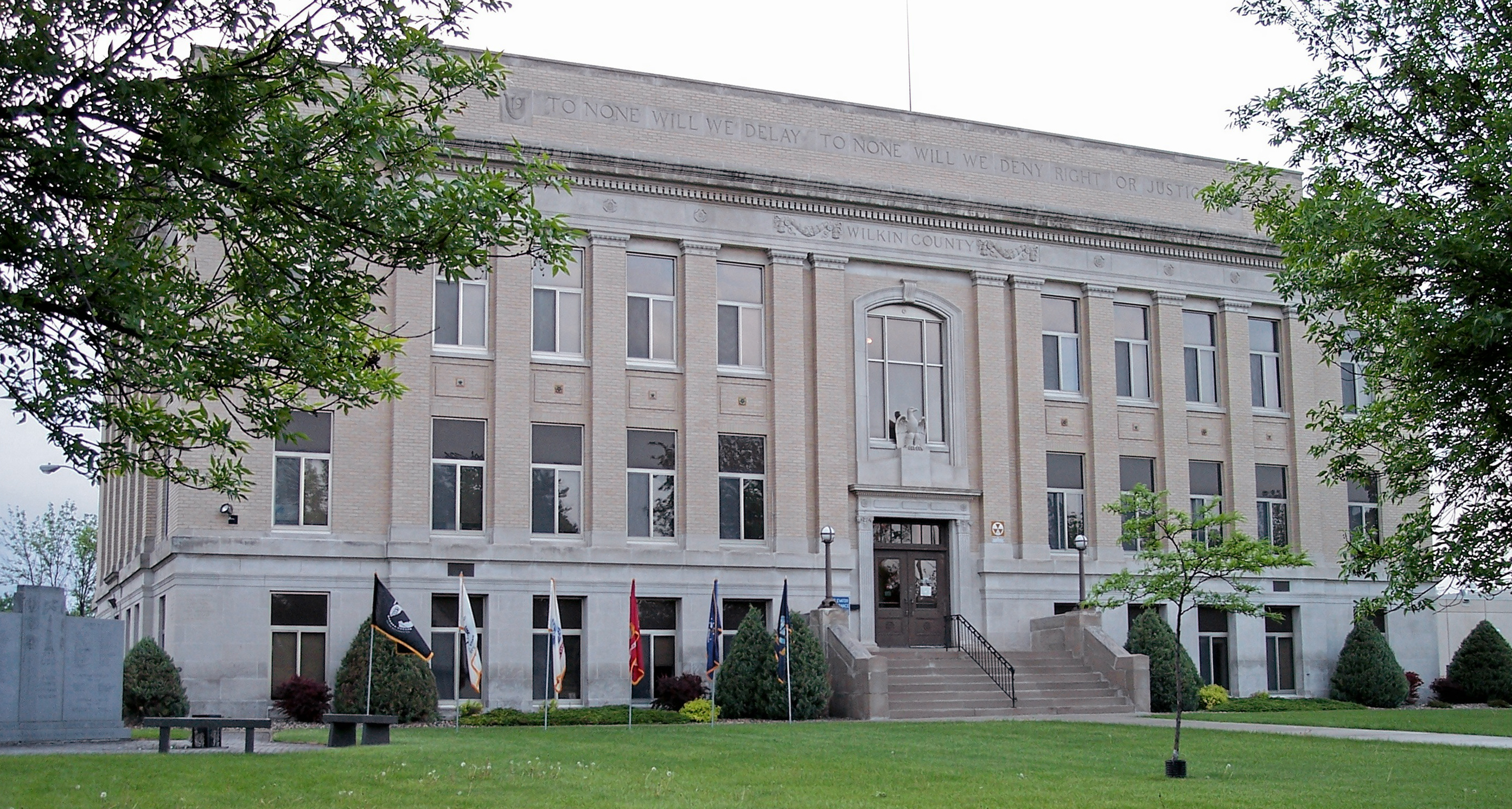
Wilkin County Courthouse